# Birell (Tschechien)

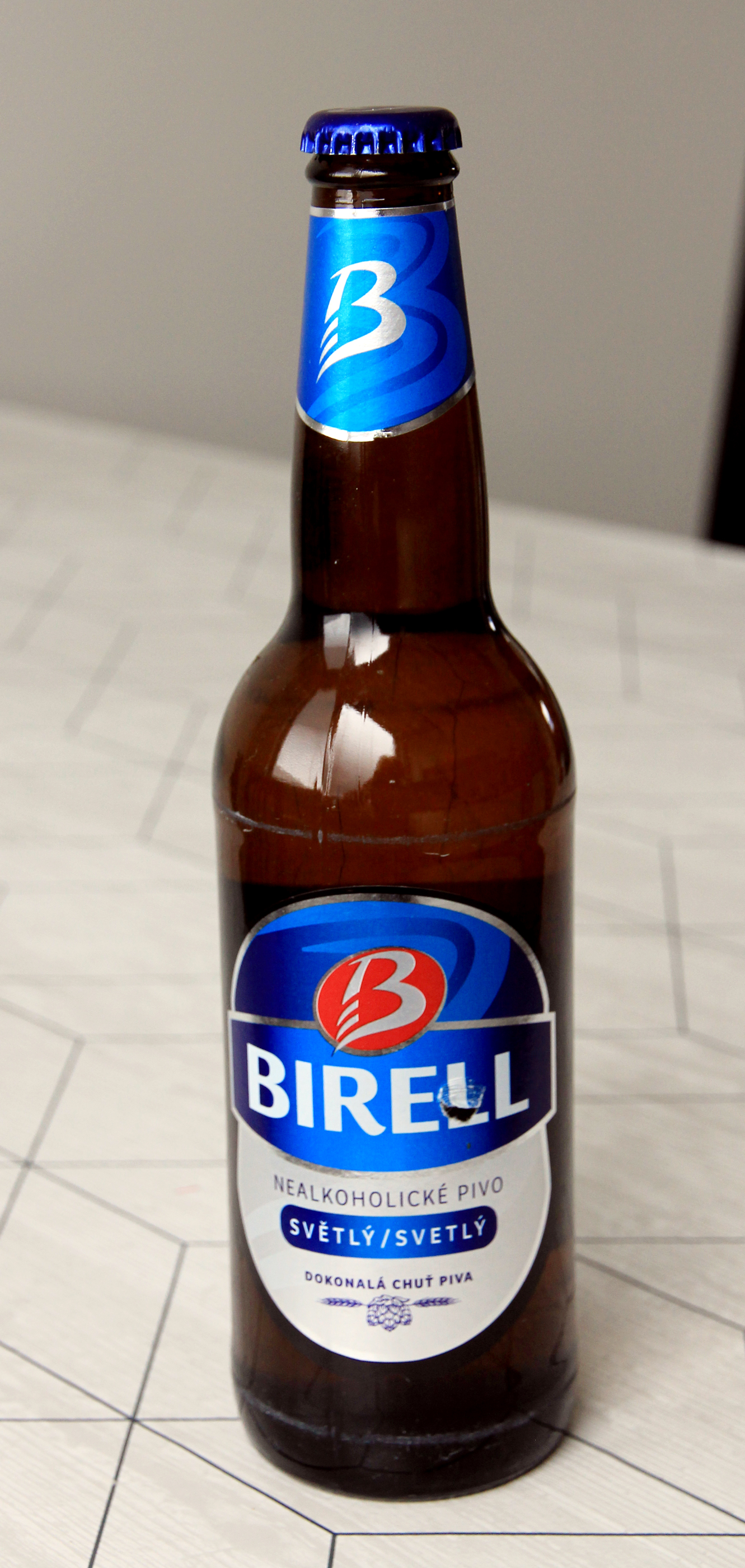
Tschechisches Birell

Birell (früher Radegast Birell) ist eine tschechische Marke für alkoholfreies Bier, die von den Brauereien Plzeňský Prazdroj und Šariš der internationalen Brauereigruppe Asahi hergestellt wird. Mit rund 400.000 Hektolitern (2017) ist die Marke mit Abstand das meistverkaufte alkoholfreie Bier auf dem tschechischen Markt.
Birell enthält 0,49 Volumenprozent Alkohol, während der Alkoholgehalt für alkoholfreie Biere nach tschechischem Recht auf 0,5 % des Gesamtvolumens begrenzt ist. Es zeichnet sich durch die für tschechische Lagerbiere Pilsner Brauart charakteristischen Eigenschaften aus – ausgeprägte Bitterkeit, hohe Schaumigkeit und das Fehlen von fremden Geschmacksstoffen.
Die Geschichte von Birell begann 1991, als die Mitarbeiter der Brauerei Radegast in Nošovice Kontakt mit der Zürcher Brauerei Hürlimann aufnahmen, die seit 1972 ein gleichnamiges Bier anbot.
Birell wird neben der hellen Standardvariante auch als Dunkelbier, India Pale Ale, sowie als Radler in diversen Geschmacksrichtungen angeboten.